# Estádio Domenico Francioni
O Estádio Domenico Francioni é um Estáio Localizado em Latina e recebe os jogos do time local, o Unione Sportiva Latina Calcio.